# Samuel Henry Baker

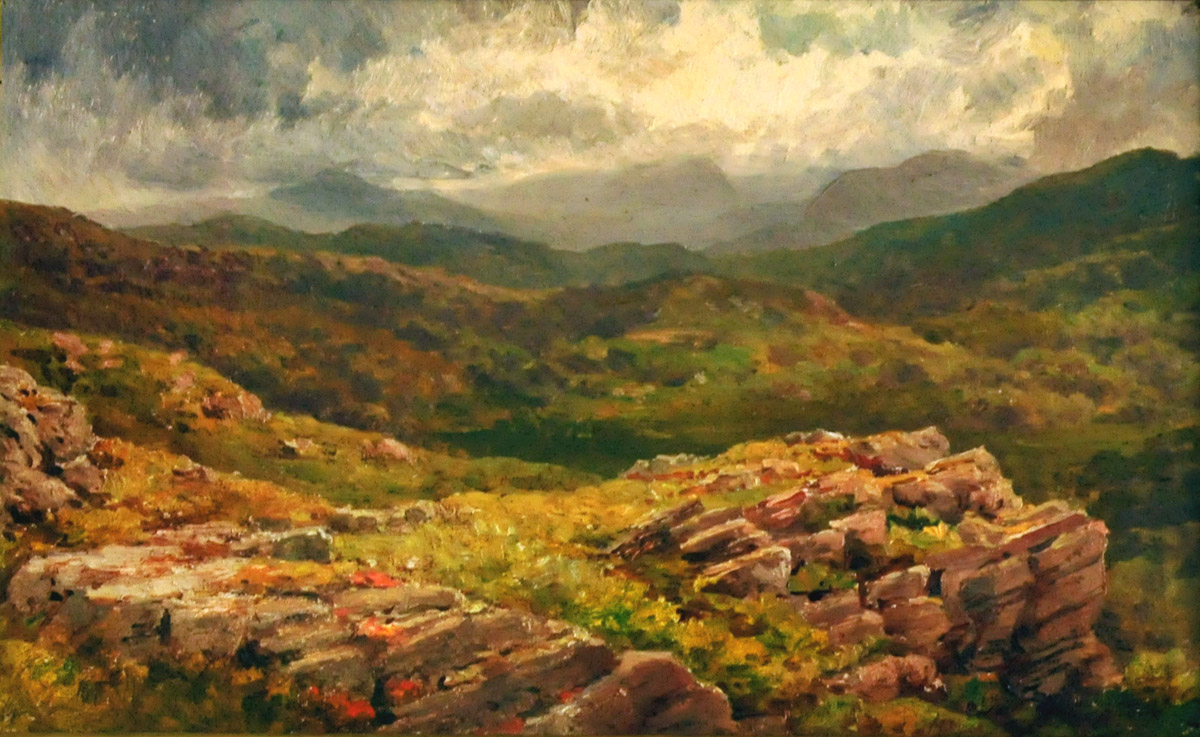
Obraz S.H Bakera Llanbedr, Snowdonia

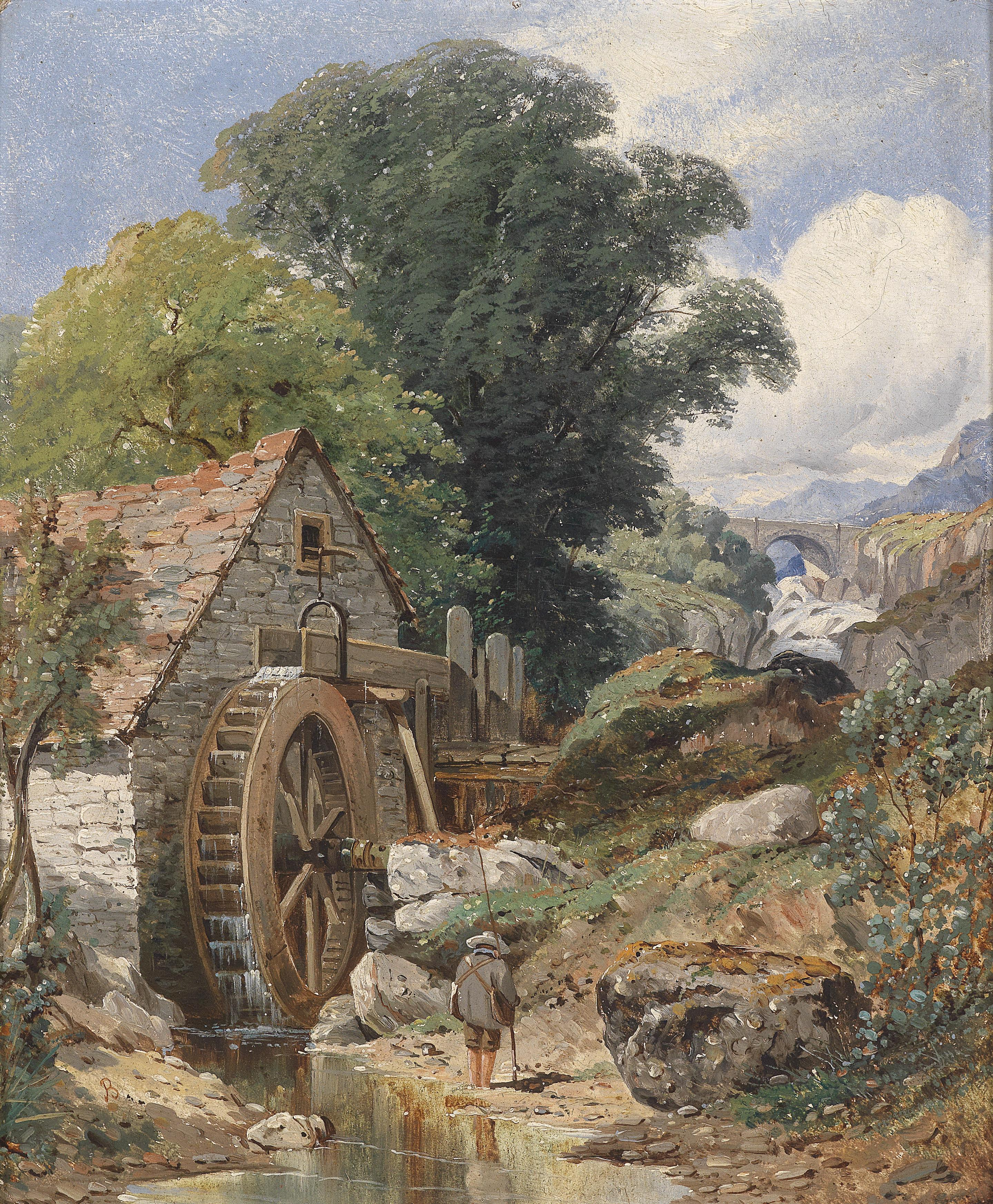
Obraz Bakera A Mill Near Rhydlanfair, Wales

Samuel Henry Baker (1824–1909) był angielskim malarzem pejzażystą. Był członkiem Royal Birmingham Society of Artists (RBSA) i Royal Society of Painter-Etchers and Engravers (RE). Malował głównie pejzaże akwarelą i olejne.
Jego syn Oliver Baker (1856–1939) był również artystą.